# 전유미 (필드하키 선수)
전유미(1988년 11월 11일 ~ )는 대한민국의 필드하키 선수이며 포지션은 왼쪽 수비수이다. 평택시청 소속이다.

## 학력
- 부평여자고등학교 졸업

## 경력
- 2010년 아시안 게임 여자 하키 국가대표
- 2012년 하계 올림픽 여자 하키 국가대표

## 수상
- 2010년 아시아 챔피언스 여자하키 선수권대회 우승
- 2010년 아시안 게임 여자 하키 은메달